# Simonetta Sommaruga
Simonetta Sommaruga, född den 14 maj 1960 i Zug, hemortsrätt i Lugano och Eggiwil, är en schweizisk politiker (socialdemokrat) som sedan 1 november 2010 ledamot av Förbundsrådet, Schweiz federala regering. Tidigare var hon Schweiz förbundspresident under året 2020 och vice förbundspresident 2019 och föreståndare för det federala justitie- och polisdepartementet, det vill säga Schweiz justitieminister.

## Biografi
Sommaruga växte upp med två bröder och en syster i Sins i Aargau. Hon studerade på gymnasiet i Immensee i Schwyz där hon avlade mogenhetsexamen (Matura). Vidare har hon utbildat hon sig till pianist i Luzern, Kalifornien och Rom. Från 1988 till 1991 studerade hon engelska och romanska språk vid Universität Freiburg.
Från 1993 till 1999 var hon verkställande direktör för Stiftelsen för konsumentskydd (Stiftung für Konsumentenschutz), vilket gjorde henne offentligt känd i Tyskschweiz och blev utgångspunkten för hennes politiska karriär. I dag är hon ordförande för stiftelsen och för utvecklingshjälporganisationen Swissaid.
Från 1998 till 2005 var Sommaruga ledamot i kommunstyrelsen i Köniz och förestod kommunens räddningstjänst. Från 1999 till 2003 var hon nationalråd. Från 2003 tillhörde hon Ständerrådet.
Den 22 september 2010 valdes hon med 159 röster i den fjärde valomgången att efterträda Moritz Leuenberger i Förbundsrådet. I och med att hon blev vald är för första gången fyra kvinnor representerade samtidigt i den schweiziska regeringen.
Sommaruga är gift med författaren Lukas Hartmann och bor i Spiegel utanför Bern.

## Publikationer
- Gurtenmanifest für eine neue und fortschrittliche SP-Politik (tills.m. Henri Huber, Tobias Kästli, Wolf Linder). Gurten, 10 maj 2001; Dokument online (PDF, 236 KB)
- Für eine moderne Schweiz. Ein praktischer Reformplan (utg. tills.m. Rudolf H. Strahm). Nagel & Kimche, München 2005, ISBN 3-312-00356-3